# Сент-Этроп
Сент-Этро́п (фр. Saint-Eutrope) — коммуна во Франции, находится в регионе Пуату — Шаранта. Департамент — Шаранта. Входит в состав кантона Монморо-Сен-Сибар. Округ коммуны — Ангулем.
Код INSEE коммуны — 16314.
Коммуна расположена приблизительно в 420 км к юго-западу от Парижа, в 135 км южнее Пуатье, в 26 км к югу от Ангулема.

## Население
Население коммуны на 2008 год составляло 163 человека.
| 1962 | 1968 | 1975 | 1982 | 1990 | 1999 | 2008 |
| ---- | ---- | ---- | ---- | ---- | ---- | ---- |
| 157  | 137  | 164  | 164  | 192  | 169  | 163  |

## Экономика
В 2007 году среди 95 человек в трудоспособном возрасте (15—64 лет) 77 были экономически активными, 18 — неактивными (показатель активности — 81,1 %, в 1999 году было 74,3 %). Из 77 активных работали 69 человек (35 мужчин и 34 женщины), безработных было 8 (3 мужчины и 5 женщин). Среди 18 неактивных 3 человека были учениками или студентами, 8 — пенсионерами, 7 были неактивными по другим причинам.

## Достопримечательности
- Приходская церковь Сент-Эторп
  - Бронзовый колокол (1890 год). Диаметр — 85,5 см, вес — 365 кг. Исторический памятник с 2004 года[3]

## Фотогалерея
- Центральная улица
- Церковь Сент-Эторп
- Интерьер церкви Сент-Эторп
- Мэрия